# عملية البوصلة
عملية البوصلة (بالإنجليزية: Operation Compass)‏ هي عملية عسكرية نفذتها القوات البريطانية وحلفاؤها من دول الكومنولث ضد القوات الإيطالية في شرق ليبيا خلال الحرب العالمية الثانية. بدأ الهجوم البريطاني في ديسمبر 1940، وتمكن البريطانيين في نهاية الهجوم من إيقاع هزيمة قاسية بالقوات الإيطالية وأسر 115,000 جندي إيطالي، وتدمير آلاف الدبابات والمدافع والطائرات.

## الخلفية التاريخية
ربط الزعيم الإيطالي الفاشي بنيتو موسوليني دولته مع دولة ألمانيا النازية بقيادة أدولف هتلر بمجموعة من الأحلاف والمواثيق بدأها بمحور روما - برلين في 24 أكتوبر 1936، ثم انضم إلى تحالف ألمانيا واليابان في الحلف ضد الشيوعية في 6 نوفمبر 1937، ثم الحلف الحديدي في 22 مايو 1939، وكان غرضه من كل هذه الحلاف تحقيق رغبته التوسعية وحلمه إعادة بعث الإمبراطورية الرومانية.
لكن عندما بدأت الحرب العالمية الثانية بدايةً حقيقية بقيام هتلر بغزو بولندا في الأول من سبتمبر 1939، وبإعلان كل من بريطانيا وفرنسا الحرب على ألمانيا بعدها يومين، لم يحرك موسوليني ساكناً لعلمه أن الحرب فوق قدرات بلاده المحدودة، ومن الغريب أن إيطاليا كانت تعتمد في حاجاتها من الوقود والحديد على فرنسا، وبريطانيا، وألمانيا، واستمر موسوليني على الحياد حتى عندما قام هتلر بغزو الدنمارك، والنرويج، وهولندا، وبلجيكا، ولوكسمبورغ، ولكن عندما ظهر لموسوليني أن معركة فرنسا في طريقها إلى أن تحسم لصالح هتلر، أعلن الحرب على بريطانيا، وفرنسا في 10 يونيو 1940.

## الاشتباكات الأولى
بمجرد إعلان إيطاليا للحرب، بدأ إطلاق النار في كل المستعمرات الإيطالية المجاورة للمستعمرات البريطانية، ومن بين هذه المستعمرات ليبيا، حيث بدأ تبادل لإطلاق النار على نحو محدود مع القوات البريطانية المتواجدة في مصر، والتي ترتبط معها في اتفاقية وقعت عام 1936، وكان حاكم ليبيا آنذاك الماريشال إيتالو بالبو أحد الأربعة الذين قادوا، مع موسوليني، الزحف الفاشي على روما عام 1922. لم يستمر بالبو في منصبه لفترة طويلة، ففي 28 يونيو 1940 تعرضت طائرته لنيران إيطالية أثناء غارة بريطانية على طبرق، مما أدى إلى وفاته في نفس اليوم.
قام موسوليني بتعيين رئيس أركان الجيش الماريشال رودولفو غراتسياني ليحل محل بالبو، الذي كان له دور بارز في احتلال ليبيا (1922-1932)، وإثيوبيا (1935-1936)، وقد قرر غراتسياني أن لا تُهاجم مصر قبل وصول الإمدادات التي يحتاجها، وقد حدد الرابع من أغسطس موعداً للهجوم.
بحلول الرابع من أغسطس قدم غراتسياني ذرائع جديدة، أهمها حر الصيف القائظ، ولكن بالنسبة لموسوليني، والذي يرى، بعد بدء معركة بريطانيا الشهر الماضي، أن بريطانيا يمكن أن تقع في قبضة هتلر في أي لحظة، والذي لم لم يكن بدوره مقنعاً، فاحتلال مصر بعد سقوط بريطانيا لا قيمة له، وبالتالي ضغط على غراتسياني لكي يبادر بالهجوم، وهذا ما حدث في 13 سبتمبر 1940.
بعد شهرين من إعلان إيطاليا الحرب كانت حصيلة خسائر الاشتباكات الأولية على الحدود المصرية الليبية أقل من مائة بريطاني يقابلهم ثلاثة آلاف إيطالي موزعين جميعهم بين بين قتيل وجريح وأسير.

## الهجوم الإيطالي
في 13 سبتمبر قام غراتسياني بقيادة جيش إيطالي كبير لغزو مصر التي تحرسها قوة بريطانية صغيرة، وتقدم الهجوم حوالي 110 كم عن الحدود إلى بلدة ماكتيلا التي تقع شرق سيدي براني بحوالي 16 كم. خسائر الإيطاليين من الهجوم كانت 120 قتيلاً، و410 جريحا، في حين كانت خسائر البريطانيين 40 قتيلا.
لم يتقدم غراتسياني بعد ذلك رغم ضغوط موسوليني عليه، وانشغل ببناء المعسكرات، ومد الطريق الساحلي، وقد أرسل الألمان خبير الدبابات ريتر فون توما، وقد كتب فون توما تقريراً قال فيه:«الكل خائف من البريطانيين..الخصمان بالكاد يلامسان بعضهما..».
أما موسوليني فقد أرسل في 26 أكتوبر رسالة إلى غراتسياني يقول يخبره فيها:«بعد 40 يوماً من احتلال سيدي براني أسأل نفسي سؤالاً: من المستفيد من هذا التوقف نحن أم العدو؟ لن أتردد في الإجابة بأنه مفيد للعدو أكثر منا». بعد يومين قامت قوات موسوليني بغزو اليونان، من ألبانيا، ورغم أن هذا الغزو كان سينتهي بعد تقديم طفيف إلى انسحاب إيطالي إلى ألبانيا، إلا أنه حول الأنظار عن غراتسياني الذي حدد الفترة ما بين 15-18 ديسمبر موعداً لهجوم جديد.

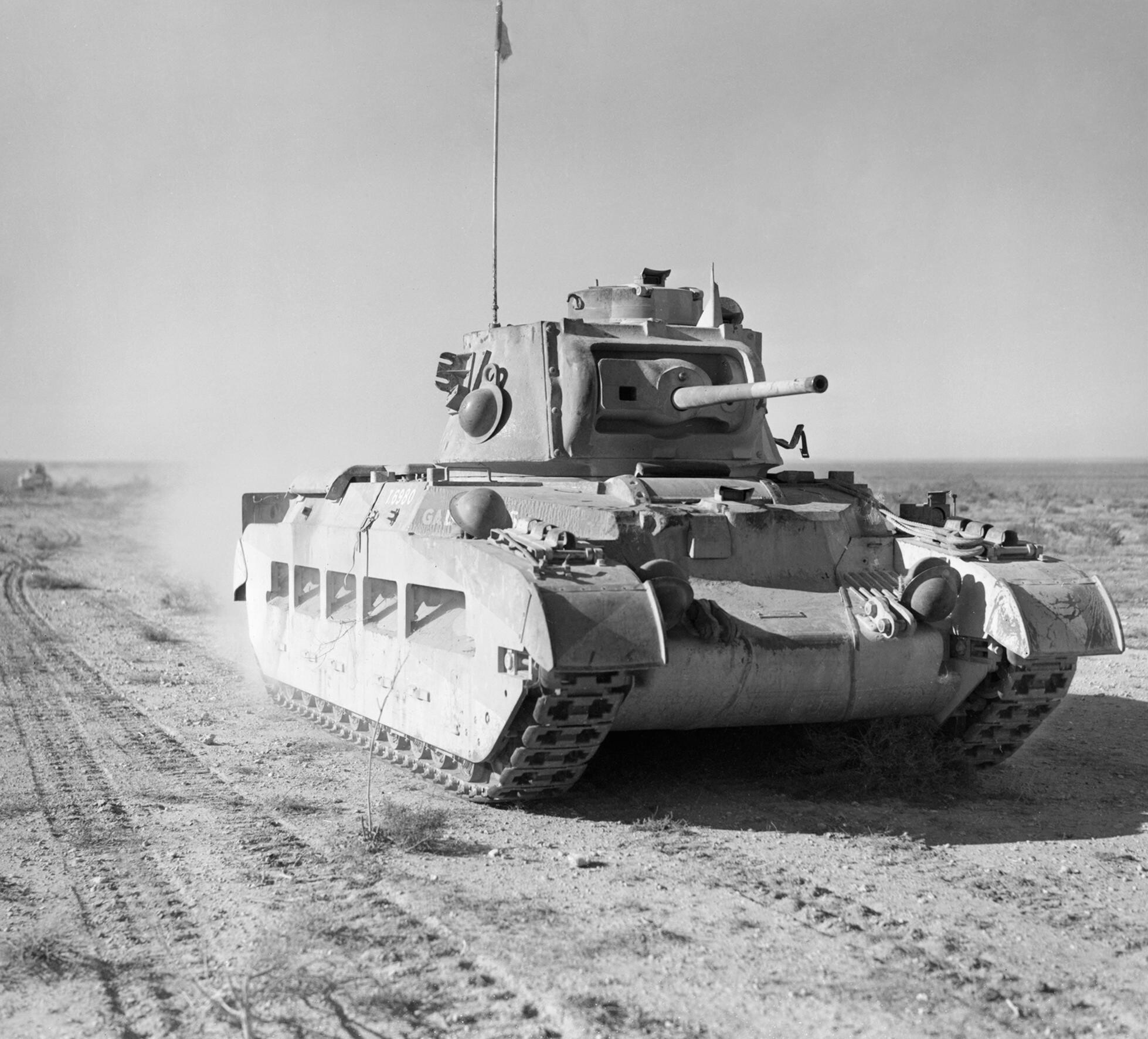
الدبابة البريطانية ماتيلدا

## ميزان القوى
في بعض النواحي كان التفوق الإيطالي كاسحاً، فقد كان لديهم 250,000 جندياً مقابل 36,000 للبريطانيين، 400 مدفع مقابل 150 للبريطانيين، 191 طائرة مقاتلة إيطالية مقابل 46 بريطانية، و141 قاذفة إيطالية مقابل 116 بريطانية.
لكن في المقابل كانت لدي الإيطاليين 300 دبابة، ليس بينها واحدة ثقيلة، وكان يعتمدون أساساً على دبابات تانكت من طراز L3-35 التي يرى الخبراء العسكريون على عدم أحقيتها باسم دبابة لضعف تسليحها، في حين يمتلك البريطانيون 320 دبابة بينها 45 دبابة من طراز ماتيلدا Matilda الدبابة الثقيلة.

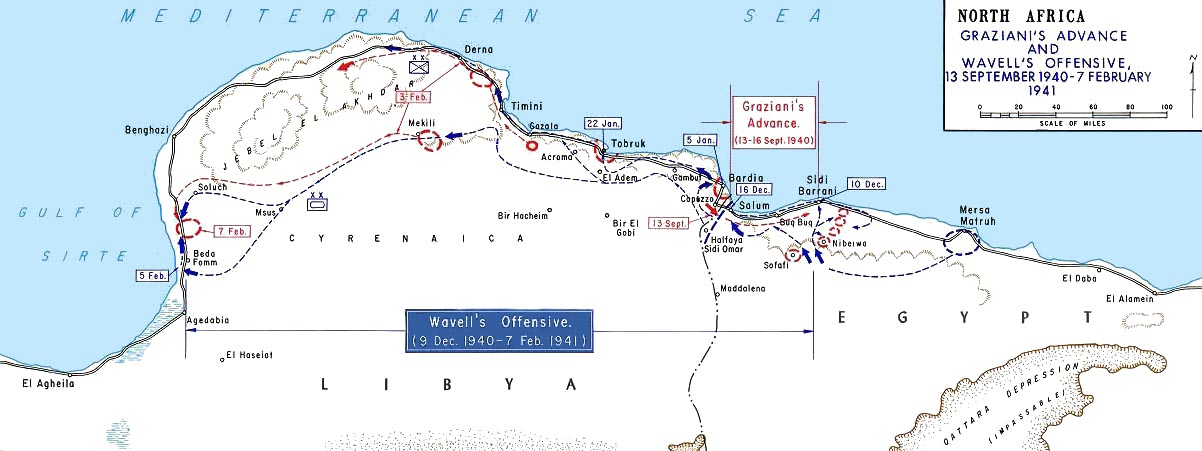
مسير القوات البريطانية من ديسمبر 1940 إلى فبراير 1941

## دحر الهجوم
في مصر كانت القوة البريطانية الصغيرة تحت اسم القوة الصحراوية الغربية ويقودها القائد البريطاني ريتشارد أوكونور وكان قائده الأعلى هو أرشيبالد ويفل قائد القوات البريطانية في الشرق الأوسط.
بدأ الهجوم في الساعات الأولى من يوم 9 ديسمبر 1940 بالتفافة كبيرة في الصحراء، وقد نجح هذا الهجوم نجاحاً تاماً، وقد ساعد في نجاحه التوزيع السيء للمعسكرات الإيطالية، ومن بين قتلى الهجوم الأول كان الجنرال ماليتي Maletti (شارك في احتلال الكفرة عام 1931 تحت قيادة غراتسياني)، وفي 11 ديسمبر أصدر غراتسياني أمراً بالتراجع للحدود، وفي اليوم التالي كان البريطانيون قد وصلوا للحدود، وقد أسروا حتى ذلك التأريخ 38,000 جندياً.

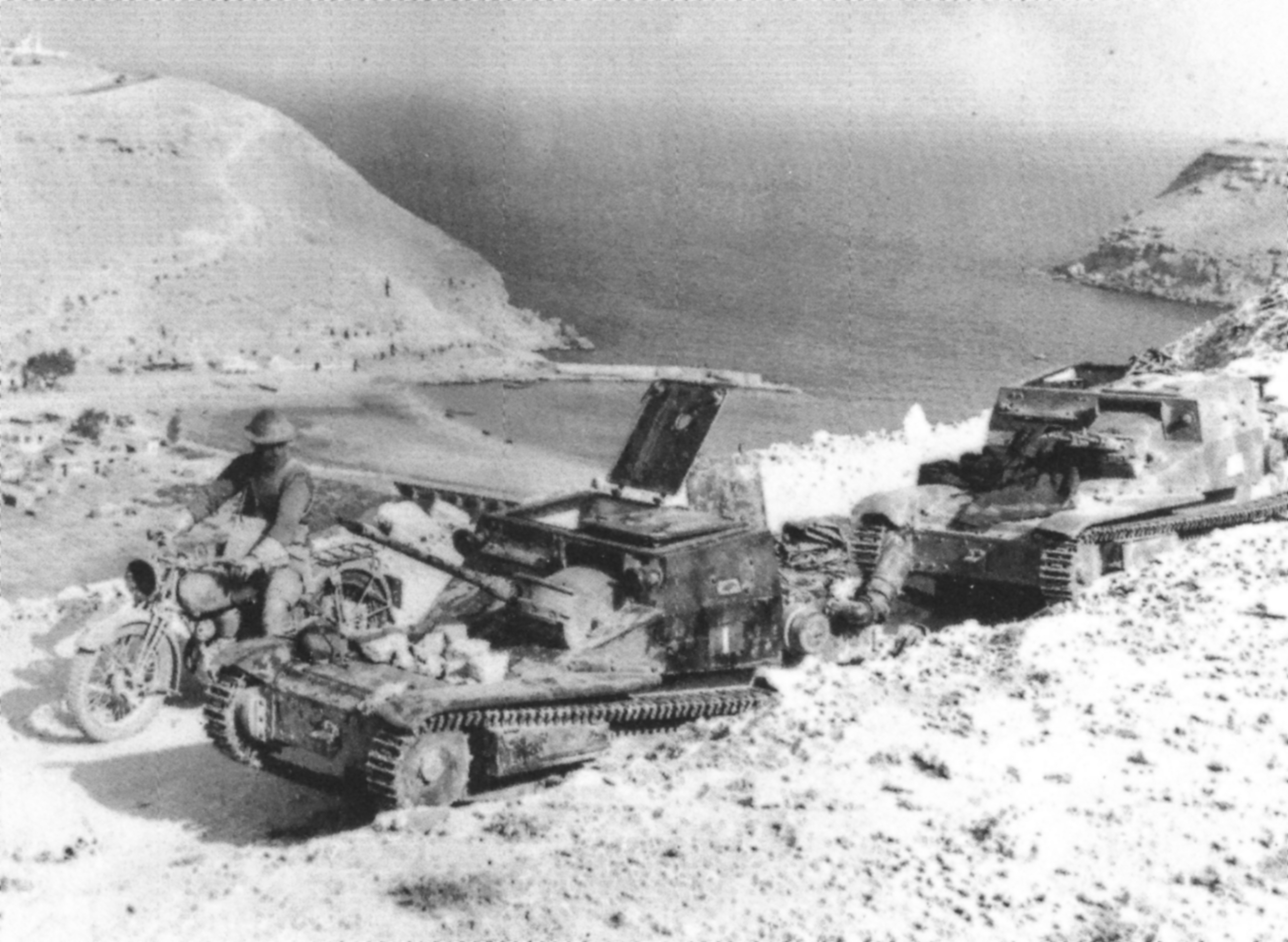
دبابات L3-35 مأسورة بقرب البردية

## البردية وطبرق
في يوم 16 ديسمبر احتل البريطانيون «سيدي عمر» على الحدود، وفي ذلك الوقت كانت منطقة البردية في ليبيا والتي يبلغ محيطها العسكري حوالي 29 كم، تحرسها حامية من 40,000 جندي تحت قيادة الجنرال بيرغونتسولي Bergonzoli، ولم يكن قادرا على حمايتها طويلاً، إذ لم يكن لديه مخزون كاف من الماء الصالح للشرب أكثر من شهر. في يوم 3 يناير 1941 حدث الهجوم البريطاني على البردية واستمر القتال في محيطها يومين آخرين. أما جنود الحامية كان مصيرهم الأسر.
أما طبرق فقد كان محيطها أكبر حيث يبلغ 48 كم، إلا أن عدد جنود حاميتها أقل إذ يبلغون 25,000 جندي، وكان مصيرها الطبيعي أن يحتلها البريطانيون في 22 يناير. أما الجنود فكان مصيرهم أيضاً الأسر، كما خسر الإيطاليون سفينة حربية اسمها سان جورجو (شاركت في غزو طرابلس عام 1911).

## التوغل في برقة
شكل السلوك الانهزامي للإيطاليين إغراءً للبريطانيين لكي يتقدموا أكثر، لكن هذه المرة كان عليهم أن يتوغلوا في أراضي برقة الواسعة، وتشكل الصحراء مساحة كبيرة منها، وهي مجهولة بالنسبة لهم، لكنهم قبلوا المخاطرة.
تقدمت قوة أسترالية باتجاه درنة واحتلوا مطارها «مرتوبة» في 24 يناير، وفي 29 يناير أبلغهم بعض السكان المحليين أن الإيطاليين قاموا بإخلاء المدينة، فقاموا باحتلالها في اليوم التالي، ثم توغلوا في الجبل الأخضر واحتلوا «القبة» يوم 31.
في نفس الوقت كانت قوة بريطانية تتوغل في الصحراء باتجاه المخيلي فتم احتلالها في 27 يناير، ثم احتلت «خولان» في 28 يناير، وقد قاتل الجنود الإيطاليون بروح قتالية أفضل من قادتهم.
في 2 فبراير غادر غراتسياني برقة تاركاً مهمة قيادة القوات إلى الجنرال تيلليرا Tellera قائد الجيش الإيطالي العاشر، طالباً منه سحب كل القوات الإيطالية منها.

## عملية البوصلة
في الوقت الذي كان فيه الأستراليون يتقدمون عبر الجبل الأخضر، وكان القادة الإيطاليون يسحبون قواتهم من بنغازي تحاشياً لمواجهتهم، كان البريطانيون يتقدمون عبر الصحراء من «المخيلي»، والتقى الطرفان بالقرب من منطقة «بيضاء الفم» ما بين بنغازي وأجدابيا، وكانت المفاجأة صاعقة للإيطاليين، فدارت معركة عنيفة في هذا الموقع ما بين 6 إلى 7 فبراير انتهت بهزيمة ما تبقى من القوات الإيطالية. أما بنغازي، فقد احتلت في 6 فبراير، ثم تقدم البريطانيون إلى العقيلة على حدود برقة الغربية في 9 فبراير.

## حصيلة الخسائر
طوال الحملة التي استمرت شهرين من 9 ديسمبر 1940 إلى 9 فبراير 1941، لم يخسر البريطانيون وحلفائهم من دول الكومنولث والهنود سوى 500 قتيل، و1373 جريح، و55 مفقود.
كانت هذه الخسائر الضئيلة نسبياً ثمناً لانتصار باهر، حيث تقدموا لمسافة 800 كم، وأسروا 130,000 إيطالي، واستولوا على 380 دبابة ما بين خفيفة، ومتوسطة، واستولوا على 845 مدفعاً، وكان الجنرال تيلليرا من بين القتلى. أما غراتسياني، فقد استقال تاركاً قيادة القوات الإيطالية في ليبيا إلى رئيس اركانه إيتالو غاريبولدي Gariboldi، وكانت هذه أسوأ نهاية لمسيرة غراتسياني العسكرية.

## ما بعد المعركة
كانت أنباء الهزائم الإيطالية تصل متتابعة إلى القيادة العليا الإيطالية، وعندما بدؤوا يدركون خطورة الوضع، واحتمال خسارتهم أراضي ليبيا كلها، لم يجدوا مفراً من طلب المساعدة من الألمان، ولم يجد أدولف هتلر بدوره مفراً من مساعدة حليفه رغم أنشغاله بالتحضير لغزو الإتحاد السوفيتي فيما عرف باسم عملية بارباروسا، فأمر بتشكيل قوة صغيرة أطلق عليها اسم الفيلق الإفريقي، وفي يوم 6 فبراير، يوم سقوط بنغازي، عين القائد إرفين رومل قائداً لهذه القوة.
كان احتلال البريطانيين لكامل ليبيا حتمياً في حالة استمرارهم، لكنهم اختاروا، بعد تأكدهم من هزيمة الإيطاليين، أن يستقطعوا من قواتهم الموجودة في ليبيا، لكي يرسلو قسماً منها لقهر الإيطاليين في الحبشة، والقسم الآخر إلى اليونان لمساعدتهم ضد الغزو الألماني المرتقب، وهذا التوقف البريطاني في برقة منح رومل الوقت الكافي لكي يرسل قواته إلى ليبيا، ليبدأ بعدها معركة طويلة مع البريطانيين، الذين سيحتاجون أكثر من سنتين لقهره وهزيمته.